# Mauvais 1/4 d'heure
Mauvais ¼ d'heure était une émission québécoise diffusée en 2005 sur VRAK.TV. L'émission était tournée à la Tohu et durait environ 45 minutes.

## Réception
L'émission a permis à plusieurs talents et groupes émergents de la scène artistique québécoise de se faire valoir: Malajube, Karkwa, Ariane Moffatt, We are wolves, etc. Bien que l'émission n'ait pas eu le succès escompté, les 13 épisodes de la première saisons ont été rediffusées durant quelques années. Après avoir demandé au producteur de réviser le concept en version hebdomadaire de 30 minutes, plutôt que 60, VRAK.TV n'a pas pu commander de nouveaux épisodes à la suite de lourdes coupures subies par le Fonds Canadien de Télévision dans l'enveloppe dédiée aux émissions jeunesses. [réf. nécessaire]